# Grupo de cultivares de Canna
El grupo de cultivares de Canna contiene todas las variedades de Canna utilizadas en la agricultura. Canna achira y Canna edulis (del latín: comestible) son términos genéricos utilizados en América del Sur para describir a las canas que han sido criadas selectivamente para fines agrícolas, normalmente derivadas de C. discolor.  Se cultiva especialmente por sus rizomas comestibles, de los que se obtiene almidón, pero las hojas, los tallos y las semillas tiernas también son comestibles. C. achira tiene importancia en varios paíse de América, África y Asia. 

## Variedades agrícolas
Existen algunas variedades agrícolas con nombre propio y se han publicado estudios comparativos sobre:
| - C. 'Brick Canna' - C. 'Púrpura china' - C. 'Edulis Dark' - C. 'Edulis Green' | - C. 'Verde Japonés' - C. 'Flor amarilla coreana' - C. 'Tallo verde coreano' - C. 'Tallo rojo coreano' | - C. 'Arrurruz de Queensland' - C. 'Púrpura tailandés' - C. 'Verde tailandés' - C. 'Tous les Mois' |

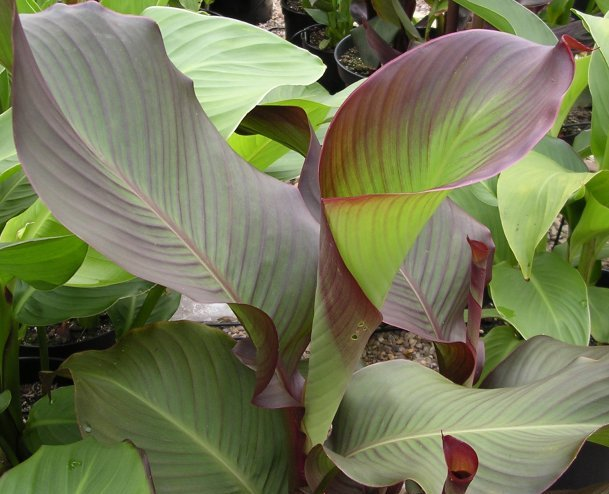
Canna (Grupo de cultivares) 'Edulis Dark'

Existen muchas variedades en todo el mundo, y todas ellas han implicado la selección humana, por eso se clasifican como cultivares agrícolas. Canna edulis Ker-Gawl. es la variedad que se cultiva como alimento en América del Sur, pero no existe evidencia científica que sustente el nombre como una especie separada. Es probable que este sea simplemente un sinónimo de C. discolor, que se cultiva con fines agrícolas en toda América del Sur y Asia. Más recientemente se ha comenzado a estudiar su importancia en medicina.
En los Andes, el rizoma se puede cosechar dentro de los seis meses siguientes a la siembra y el rendimiento va de 13 a 85 toneladas por hectárea, con un promedio de 22 a 50 toneladas, aunque se obtienen rendimientos mayores cuando las plantas son cosechadas entre los 8 y 10 meses de edad. En Queensland, Australia, se puede obtener un rendimiento de 5 a 10 toneladas de tubérculos de Canna 'Queensland Arrowroot' por acre.
La mayoría de las formas cultivadas no producen semillas fértiles. También existen formas triploides estériles, que contienen una proporción significativamente mayor de almidón, aunque no se conoce su potencial de cultivo.  

## Forraje para animales
Los rizomas y las hojas son un buen forraje para el ganado vacuno y los cerdos y se cultiva con este fin en África tropical y Hawai, en donde se cosecha entre los 4 y 8 meses después de la siembra. El follaje de la Canna agrícola también se utiliza por sus propiedades para hacer ensilado, que son superiores a las del maíz.

## Consumo humano
La canna se cultiva para el consumo humano en varios países de África, los Andes y el Sureste Asiático. En Vietnam y el sur de China el almidón se utiliza para hacer fideos celofán.

### Cualidades comestibles
El rizoma es un tallo subterráneo que se puede comer crudo o cocido. Es la fuente del almidón de canna que se utiliza como sustituto del arrurruz. El almidón se obtiene triturando el rizoma hasta convertirlo en pulpa, que luego pasa por un proceso de lavado y secado. Este almidón es muy digerible. Los rizomas muy jóvenes también se pueden comer cocidos, son dulces pero fibrosos, que contienen al menos un 10% de proteínas. El rizoma puede ser muy grande, a veces tan largo como el antebrazo de una persona. En Perú los rizomas se hornean hasta por 12 horas, tiempo en el cual se convierten en una masa blanca, translúcida, fibrosa y algo mucilaginosa con un sabor dulzón. El almidón se presenta en granos muy grandes. Este almidón se separa fácilmente de la fibra del rizoma.   